# 寒竹泉美
寒竹 泉美（かんちく いずみ、1979年 - ）は、日本の小説家。学位は、博士（医学）（京都大学）。京都造形芸術大学非常勤講師。既婚。

## 経歴
広島市立基町高等学校、九州大学理学部化学科卒業。京都大学大学院医学研究科博士課程修了。2009年11月、『月野さんのギター』（講談社Birth）で作家デビュー。

## 作品リスト

### 単行本
オリジナル
- 『月野さんのギター』（2009年11月、講談社Birth）
- 『身代わりの恋人』（2014年4月、ソウゴウキカク 秘蜜の本棚）※電子書籍のみ
- 『愛しのドール』（2014年5月、ソウゴウキカク 秘蜜の本棚）※電子書籍のみ
- 『担当編集者は二度恋をする 編集者×小説家の場合』（2015年5月、A-KAGURA編集部 蜜愛セレナーデ文庫）※電子書籍のみ
- 『キスはワルツを弾いてから』（2016年1月、A-KAGURA編集部 蜜愛セレナーデ文庫）※電子書籍のみ
- 『恋するプログラム 天才社長の不器用な求愛』（2016年7月、ハーパーコリンズ・ジャパン ヴァニラ文庫うふ）※電子書籍のみ
- 『恋のプローブ～拾ったカレは初恋の人でした。[注 1]』全6巻（2016年9月 - 2017年3月、パルソラ コミックノベル「yomuco」）※電子書籍のみ
- 『眠れる准教授の偏屈な純情』シリーズ（ハーパーコリンズ・ジャパン ヴァニラ文庫うふ）※電子書籍のみ
  - 『初恋ラビリンス～眠れる准教授の偏屈な純情～』（2016年11月）
  - 『初恋エゴイズム～眠れる准教授の偏屈な純情～』（2017年2月）
- 『天才研究者の婚活事情～プロポーズから始まる恋～』（2019年9月、夢中文庫セレナイト）※電子書籍のみ
- 『叶わなかった恋のつづきを～ハツコイ医師とイジメラレ柔肌OL～』（2020年9月、クリエイティブエンタテインメント メローチュ文庫）※電子書籍のみ

原作付
- 『魔王に愛されて』（跳訳担当）コンウンジュウ 原作（2015年7月、三交社 K-ロマンス文庫）
- 『バカンスの魔法』（跳訳担当）ショコラ 著（2016年6月、ハーパーコリンズ・ジャパン ヴァニラ文庫うふ）※電子書籍のみ
- 『隠秘の恋 王女は騎士の甘い嘘に乱れる』（跳訳担当）ミシェル・リード 原作（2017年6月、ハーパーコリンズ・ジャパン ヴァニラ文庫）※電子書籍のみ

### 単行本未収録
小説
- 「ハウスソムリエ」全12回（フレーズクレーズの『学芸カフェ』（2010年1月 - 12月））※WEBサイト連載
- 「贅沢なカフェ」（第2回講談社Birthカフェ（2010年5月-6月）で無料配布された小冊子『Birth』に収録の掌編）
- 「プローブ[注 1]」全30回（SDPの『STARDUSTpress web』（2010年12月 - 2011年6月））※WEBサイト連載
- 「白い部屋」（イースト・プレスの『悦 Vol.7』（2012年10月）に収録の掌編）
- 「行軍ブラザーズ」（京都フラワーツーリズム編の『ガラシャ物語全集』（2014年4月）に収録の掌編）※電子書籍のみ
- 「神降臨」（関西魂 〜五の祭り〜【同人誌】（2016年9月）に収録）

エッセイ
- 「古都の影」（京の発言社の『京の発言』で連載）

### その他
漫画原作
- 『逃げられると思うなよ 愛されすぎて息もできない』（漫画原作）作画:夜桜左京（2018年6月、竹書房、全1巻）
- 『甘い渇きは、君のせい-映画監督とこじらせ処女-』（漫画原作）作画:篁ふみ（2018年7月 - 2019年3月、笠倉出版社、分冊9話）※電子書籍のみ
- 『婚外カルテット-探偵と人妻-』（漫画原作）作画:芒其之一（2018年11月 - 2019年6月、笠倉出版社、分冊7話）※電子書籍のみ

脚本
- 劇団サラリーマンチュウニ番外公演『小説家×劇団＝サラリーマン×嘘』（2012年7月）
- 愛しさと切なさと官能小説朗読会 ※原作・朗読も担当
  - 第1回（2013年5月）
  - 第2回（2016年5月）
- TREES 朗読ライブ ※主催・演出・主演も担当
  - vol.1『三夜叉～金色夜叉より～』（2013年12月）
  - vol.2 『斜陽～それぞれの革命～』（2014年12月）
- 怪談朗読ライブ「幽宴」※朗読（其の壱では構成も）も担当
  - 其の壱（2014年9月）
  - 其の弐（2017年10月）
- 朗読会『虞美人草』夏目漱石（2016年2月）※朗読も担当
- ラジオドラマ『ちょうどよいふたり』（2016年5月）※演出・主演も担当
- Lucy Project 演劇公演『斜陽』（2016年12月）※平本たかゆきと共同脚本。主演も担当
- 映画『京都メロウ～金魚のこいびと～』（2018年10月）※演出も担当
- 『物語と音楽のコラボレーションライブ Story×Music』（Clearanceと共演）（2018年12月）※朗読も担当
- MIST『BLシンデレラ 運命のふたり』（2019年4・5・6月）※演出も担当
- MIST『BL不思議の国のアリス 恋のチェックメイト』（2019年7・8・9月）※演出も担当
- MIST『BL源氏物語 貴公子たちの片想い』（2019年10・11・12月）※演出も担当
- 『着物とクラシックと物語 奏×装×想プロジェクト』（2020年1月25日）※演出・出演も担当